# Woldemar Bargiel

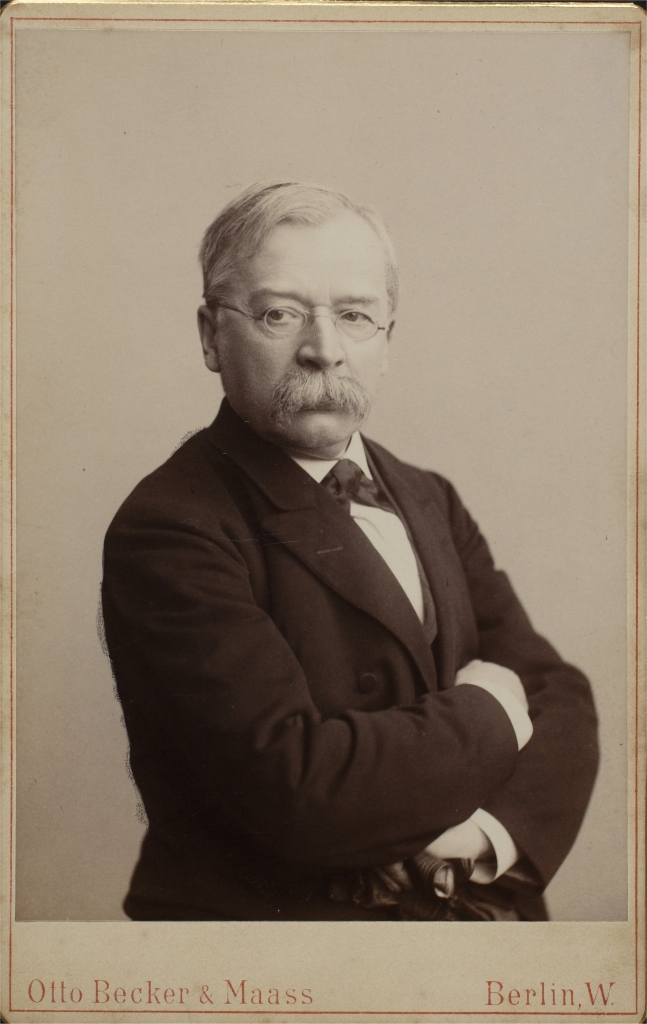
Woldemar Bargiel

Woldemar Bargiel (Berlijn, 3 oktober 1828 - aldaar, 23 februari 1897) was een Duits componist en musicus, die zo'n 10 jaar in Nederland werkzaam is geweest.

## Jeugd en opleiding
Bargiel werd geboren in Berlijn en was de halfbroer van Clara Schumann. Bargiels vader Adolph was een bekende piano- en zangdocent. Voordat zijn moeder een relatie met zijn latere vader kreeg, had ze een ongelukkig huwelijk met de vader van Clara, Friedrich Wieck. Clara was 9 jaar ouder dan Woldemar. Broer en zus onderhielden een hechte relatie. Via Clara kwam Bargiel in contact met Robert Schumann en Felix Mendelssohn.
Bargiel kreeg zijn eerste muzieklessen thuis, en later van de bekende Berlijnse muziektheoriedocent Siegfried Wilhelm Dehn. Op aanraden van Schumann en op voorspraak van Mendelssohn ging Bargiel op zijn 16e naar het beroemde conservatorium van Leipzig, waar hij les kreeg van in die tijd toonaangevende musici: Ignaz Moscheles (piano), Niels Wilhelm Gade (compositie), Moritz Hauptmann en Julius Rietz.

## Werkzame leven
Bargiel verliet Leipzig in 1850 en keerde terug naar Berlijn, waar hij probeerde zijn brood te verdienen door het geven van privélessen. Dankzij Clara en Robert Schumann konden enkele van zijn vroege composities worden uitgegeven, waaronder zijn eerste pianotrio.
In 1859 kreeg Bargiel een aanstelling op het conservatorium van Keulen en vervolgens in 1864 werd hij hoofd van de muziekschool van de Maatschappij tot Bevordering der Toonkunst in Rotterdam. Tevens werd hij 2e dirigent van het Toonkunstkoor, onder Johannes Verhulst. Beiden waren oud-leerlingen van Mendelssohn, die in 1829 de vergeten Matthäus Passion van Bach had geherintroduceerd. Bargiel bracht de partituur mee uit Duitsland, en Verhulst gaf hem de ruimte om het werk zelf te dirigeren.
Zo leidde hij op 22 april 1870 de eerste uitvoering in Nederland van het oratorium, die pas een halve eeuw later een jaarlijkse traditie zou worden.
In 1874 vertrok hij in verband met zijn aanstelling aan de prestigieuze ‘’Hochschule für Musik in Berlin’’ waar hij de rest van zijn werkzame leven zou blijven. Onder zijn leerlingen bevonden zich Paul Juon en Leopold Godowsky. Naast lesgeven en componeren was Bargiel samen met Brahms co-editor van de complete uitgave van de werken van Schumann en Chopin.

## Composities
Bargiel schreef niet heel veel muziek, maar wat hij schreef was goed doordacht en laat een solide muzikaal vakmanschap zien. Zijn werk werd door tijdgenoten (waaronder Brahms) hoog aangeslagen. Zijn componeerstijl doet denken aan die van zijn zwager Robert Schumann. Op het terrein van de kamermuziek, een belangrijk deel van zijn oeuvre, schreef hij vier strijkkwartetten, een strijkoctet en drie pianotrio’s, een vioolsonate, een pianosonate en andere stukken voor piano. Daarnaast schreef hij een symfonie, drie ouvertures (Prometheus, Romeo en Julia en Medea) en psalmzettingen.

#### Orkestwerken
- Concertouverture Prometheus op. 16
- Ouvertüre zu einem Trauerspiel op. 18
- Concertouverture Medea op. 22
- Symfonie in C majeur op. 30
- Adagio voor cello en orkest op. 38

#### Kamermuziek
- Pianotrio nr. 1 in F majeur (I.Adagio-Allegro energico; II.Andante suostenuto; - III. Scherzo. Presto -Commodo- Tempo primo; IV.Allegro con fuoco) op. 6 (1851)
- Sonate voor viool en piano in f mineur (I.Allegro; II.Andante sostenuto; III.Allegro molto) op. 10
- Strijkoctet in c klein (I.Adagio - Allegro appassionato; II.Andante sostenuto - Allegro - Tempo 1 - Tempo 2; III. Allegro) op. 15a
- Strijkkwartet nr. 1 in a mineur op. 15b
- Suite voor viool en piano in D majeur op. 17
- Pianotrio nr. 2 in Es majeur op. 20
- Pianotrio nr. 3 in Bes majeur op. 37
- Strijkkwartet nr. 4 in d mineur op. 47
- Strijkkwartet nr. 2 en 3 (niet in druk verschenen)

#### Pianomuziek
- Karakterstukken voor piano op. 1
- Karakterstukken voor piano op. 2
- 3 nocturnes op. 3
- 6 bagatellen op. 4
- Fantasie nr. 1 in b klein op. 5
- Suite voor piano vierhandig op. 7
- 3 Karakterstukken voor piano op. 8
- 3 Fantasiestukken op. 9
- Fantasie nr. 2 in D majeur op. 12
- Scherzo voor piano op. 13
- Fantasie nr. 3 in c mineur op. 19
- Suite nr. 1 (I. Praludium; II. Zwiegesang; III. Sarabande; IV. Marsch - Trio; V. Scherzo; VI.Finale) op. 21
- Sonate vierhandig in G majeur op. 23
- Gigue voor piano vierhandig op. 29
- Suite nr. 2 in g mineur (I. Prelude; II. Elegie; III. Marcia fantastica; IV. Scherzo; V.Adagio; VI.Finale) op. 31
- Sonate in C majeur (I. Allegro moderato, con passione; II. Andante, un poco con moto; III. Adagio maestoso - Allegro molto - Prestissimo) op. 34
- 8 pianostukken op. 41
- Impromptu op. 44
- Etude en toccata op. 45

#### Koorwerken
- Psalm 13 voor koor en orkest op. 25
- Psalm 23 voor vrouwenkoor en orkest op. 26
- Psalm 96 voor dubbelkoor a capella op. 33
- 3 Frühlingslieder voor koor op. 35
- 3 Frühlingslieder voor koor en piano op. 39
- Psalm 61 voor bariton, koor en orkest op. 43